# Bernd Dittert
Bernd Dittert (ur. 6 lutego 1961 w Genthin) – niemiecki kolarz torowy i szosowy, dwukrotny medalista olimpijski oraz czterokrotny medalista torowych mistrzostw świata.

## Kariera
Urodził się w NRD i do zjednoczenia Niemiec reprezentował barwy tego kraju. Na igrzyskach debiutował w Seulu. Startował wtedy na torze i zajął trzecie miejsce w wyścigu na dochodzenie. W 1992 już w barwach Niemiec rywalizował na szosie i wspólnie z kolegami triumfował w wyścigu drużynowym. Wielokrotnie był medalistą mistrzostw świata, a także mistrzem NRD. Jest trenerem, pracuje w niemieckim związku kolarskim.

## Starty olimpijskie (medale)
Seul 1988
- 4 km na dochodzenie (indywidualnie) –  brąz

Barcelona 1992
- drużynowy wyścig szosowy (100 km) –  złoto